# Советский район (Макеевка)
Сове́тский район (укр. Совєтський район) —  район на востоке города Макеевка. Крупными населёнными местами района являются посёлки городского типа Ханжёнково, Криничная, Нижняя Крынка.
Ханжёнково
Общее население — 40 007 чел. (2001 год). До Второй мировой войны являлся самостоятельным городом Ханжёнково. Угольные предприятия города объединялись в трест «Советскуголь», после распада СССР вошли в состав объединения «Макеевуголь».
Нижняя Крынка
Численность населения на 1 января 2011 года — 13 956 человек. В административный состав Нижнекрынского поселкового Совета входят следующие населенные пункты: пос. Коммунар, пос. Красный Октябрь, поселки Малое и Большое Орехово и непосредственно посёлок Нижняя Крынка.
Криничная
Общее население 5 702 человек (2005 год).
Району административно подчинены:
- Нижнекрынский поселковый совет
- Криничанский поселковый совет
- Верхнекрынский сельский совет

## Достопримечательности
- ДК имени Воровского (пгт Ханжёнково)
- Центр культуры имени А. Ханжёнкова
- ДК шахты «Советская» (пос. Буроз, ул. Рабочая)
- ДК шахтоуправления имени С. М. Кирова (ул. Щербакова)
- ДК имени Маяковского (ул. Гагарина, пос Северный)
- ДК «Юность» (пгт Криничная)
- ДК имени 50-летия Советской власти (пгт Нижняя Крынка)
- ШИ № 2 им. А. С. Ханжонкова (пгт Ханжёнково)

Ранее существующие:
- ДК шахты № 21

## Жилые районы
- пгт. Ханжёнково (микрорайон Магистральный (он же — 4-й микрорайон), микрорайон Первомайский, 2-й микрорайон, Больничный городок)
- пгт. Криничная
- пгт. Ханжёнково-Северный
- пгт. Нижняя Крынка
- село Верхняя Крынка
- пос. Собачёвка (неоф. название)
- пос. Фурманова
- пос. № 21-й шахты
- пос. Объединённый
- пос. 4/13 (шахты 4/13, разрушена)
- пос. Минводы
- пос. Буроз (Кирово)
- пос. имени Кирова
- пос. Калиново
- пос. Новый
- пос. Марьевка
- пос. Авторемзавод
- пос. Коммунар
- пос. Красный Октябрь
- пос. Орехово
- пос. Монахово
- пос. Новомарьевка
- пгт. Великое Орехово
- пгт. Лесное
- село Липовое
- село Красная Заря

## Супермаркеты, крупные магазины
- Супермаркет «Вектор» (ул. Кирова, бывший «АТБ»)
- Торговый комплекс «Визит» (ул. Кирова)
- Продуктовый магазин «Космос» (ул. Кирова)
- Минимаркет «Смак» (ул. Кирова)
- Продовольственный рынок «Десна»
- Универмаг «Украина»
- Строительный магазин «Новострой» (ул. Кирова)
- ТЦ «Детский Мир» (АС «Советская», ул. Кирова 25-А)
- ТЦ «Кристалл» (АС «Советская», ул. Кирова)
- Торговый центр «Кольцо»

## Коммуникации и связь
- Локальная сеть «ЛайтНет»
- Локальная сеть «StarLan»
- Локальная сеть «Паутина»
- Локальная сеть «FlashNet»
- Локальная сеть «Макеевка Онлайн»

## Основные автомагистрали
- ул. Кирова (Ханжёнково)
- ул. Щербакова
- ул. XX съезда КПСС
- ул. Зеленая
- ул. Чернышевского (Ханжёнково)
- ул. Скнарёва
- ул. Постышева
- ул. Чкалова
- трасса Макеевка-Енакиево-Макеевка (через ОДО «Укруглеснаб», Курган «Горелая могила», Нижнюю Крынку, Коммунар, Ждановку)

## Промышленные предприятия
- Ханжёнковский Завод Древесных плит (ХЗДП)
- ЗАО «Макеевский машиностроительный завод»
- Криничанский ремзавод
- Шахты ГП «Макеевуголь» (ранее п/о «Советскуголь»): Советская (закрыта), Калиновская-Восточная, Капитальная, Кировская-Западная, № 21 (закрыта), № 4-13, № 1-бис, № 13-бис (закрыта), № 3, Северная, Ясиновка-Глубокая и другие. На август 2012 года из них эксплуатируются Калиновская-Восточная, Ясиновская-Глубокая и Северная.
- ОАО «Облдорремстрой»
- Завод «Строймаш» (пгт. Криничная)
- ОАО «Гранит» пгт Криничная
- Доменное производство ООО «Энергокапитал» (производство заморожено, реконструкция)
- Хлопкопрядильная фабрика «Мактекс» (закрыта)
- Молокозавод (закрыт)

## Городской транспорт
Представлен автобусами, маршрутными такси, главная автостанция пгт. Ханженково — АС «Советская»:
- 6 АС «Плехановская» (центр) — АС «Советская»
- 5а АС «Плехановская» (центр) — АС «Советская» (через пос. Буроз)
- 22 «Даки» — АС «Советская»
- 53 АС «Советская» — пос. Нижняя Крынка
- 56 Ж/д вокзал — АС «Советская» (через пос. Бажанова, Буроз)
- 25 АС «Советская» — пос. «Объединенный»
- 17 АС «Советская» — пос. Шахта 21

До начала 2000-х годов в районе эксплуатировались троллейбусы
- 7 Детский мир (центр) — пос. Объединённый
- 9 пос. Объединеный — пос. Ханженково

## Железнодорожные станции и остановки
- станция Ханжёнково
- станция Криничная
- станция Монахово
- станция Колосниково
- остановочный пункт Центральная
- станция Нижнекрынка (пос. Коммунар)

См. также:
- Макеевский городской совет